# Amenemhet I
Amenemhet I, alternativ stavning är Amenemhat, var en fornegyptisk farao av den tolfte dynastin vars regeringstid var 1976-1947 f.Kr. Hans namn betyder "guden Amon är den främsta".
Amenemhet I var visir under sin föregångare Mentuhotep IV:s regeringstid. Efter dennes död grundade Amenemhet den tolfte dynastin och flyttade rikets huvudstad till Itjtawy i norr. I Lisht, troligen nära den nya huvudstaden, lät han uppföra sin pyramid. Amenemhet I blev mördad, men efterträddes av sin son Senusret I.
Två litterära verk författade under den tolfte dynastin, Nefertys profetia och Sinuhes berättelse, beskriver den politiska situation före och efter hans regeringstid.